# Четвёртая фитна
Четвёртая фитна (араб. الفتنة الرابعة ; «Великая Аббасидская гражданская война»; 809—827) — гражданская война в Арабском халифате между сыновьями Харуна ар-Рашида из династии Аббасидов аль-Мамуном и аль-Амином и их сторонниками.

## Ход событий
После смерти отца в 809 г. н. э. халиф аль-Амин под влиянием визиря Фадла ибн аль-Раби объявил своим наследником малолетного сына Мусу, а своего брата аль-Мамуна назначил наместником Хорасана. Это решение шло вразрез с завещанием Харуна ар-Рашида, по которому трон должны были наследовать оба его сына поочерёдно. Как аль-Амин, так и аль-Мамун давали отцу клятву соблюдать его решение ещё во время хаджжа в 802 г. н. э., так что решение аль-Амина являлось формальным нарушением клятвы и закона.
Немедленной реакции со стороны аль-Мамуна не последовало в связи с тем, что на тот момент его не было в столице. Ещё в 806 г., до смерти Харуна ар-Рашида, в Самарканде вспыхнуло восстание под предводительством Рафи ибн Лейса, и войско для его подавления возглавили лично Харун ар-Рашид вместе с аль-Мамуном. Таким образом, после смерти отца аль-Мамун, осаждая Самарканд, обнаружил себя вместо наследника престола только наместником Хорасана. Аль-Мамун продолжил осаду, так что до конца года союзные Рафи ибн Лейсу тюрки отошли от восстания. С утратой союзников осаждённый Рафи ибн Лейс в следующем году пошёл на мир с аль-Мамуном — и получил от него полную амнистию. Обзаведясь плацдармом, аль-Мамун выдвинул претензии аль-Амину. Незамедлительно поддержку ему оказали освободившиеся из тюрьмы Мухаммед ибн Йахйа и Муса ибн Йахйа — братья казнённого Джафара ибн Йахйи и, соответственно, сыновья казнённого Йахйи ибн Халида, единственные выжившие при уничтожении Бармакидов. Оба они получили значительные должности как в армии, так и в государстве.
В связи с произошедшим аль-Амин в январе 811 г. н. э. объявил брата мятежником, снял его с должности наместника Хорасана и назначил на неё Али ибн Ису ибн Мехена. Для усмирения аль-Мамуна новому наместнику было выдано войско (по разным оценкам) в 40-50 тыс. человек; аль-Мамун успел собрать только (по разным оценкам) 5-10 тыс. бойцов, командование которыми было вручено Тахиру ибн Хусейну и Харсаму. Две армии встретились на реке Рее 1 мая 811 г. н. э.; сражение состоялось 3 мая. По итогам сражения войска аль-Амина были разгромлены и рассеяны, а Али ибн Иса — убит; войско же аль-Мамуна продолжило продвижение на запад. В том же году аль-Амин собрал ещё одну армию порядка 20 тыс. человек, командиром которой был поставлен Абд аль-Рахман ибн Джабала. Две армии встретились близ Хамадана, где и произошёл ряд упорных сражений. Победителями вышли сторонники аль-Мамуна под предводительством Тахира; продолжая двигаться на запад, они достигли Хулвана уже к зиме.
Известия о происходящем распространялись быстро; от аль-Амина, чьи войска терпели одно поражение за другим, стали отворачиваться союзники. Халиф начал искать новых союзников в лице других арабских племён: бану Шайбан из Джазиры и бану Каем из Сирии. Для мобилизации войск в Сирию были направлены известный ветеран Абд аль-Малик ибн Салих и сын покойного Али ибн Мусы, Хусейн ибн Али. Переговоры, однако, провалились. Сирийские арабы исходно не стремились вмешиваться в войну, которую они считали «внутрисемейным» (то есть, не относящемуся к их бану) конфликтом. Представители сирийцев требовали политических уступок — представители халифа не соглашались Сыграло свою роль и старинное недоверие между бану Каем и бану Калбис.
В 812 г. н. э. Хусейн ибн Али возглавил недолговечный переворот против аль-Амина в Багдаде, провозгласив аль-Мамуна законным халифом, пока контр-переворот, возглавляемый другими фракциями в абне, не восстановил аль-Амина в троне. Однако за это время один из главным зачинщиков войны, визирь Фадл ибн аль-Рабиль, успел прийти к выводу, что дело аль-Амина уже проиграно и подал в отставку со своих судейских постов. Примерно в то же время аль-Мамун был официально провозглашен халифом, в то время как его визирь Фадл ибн Сахл приобрел уникальный титул Дху ль-Риасатайн («двуглавый»), означающий его контроль над гражданской и военной администрацией.
Весной 812 года Тахир ибн Хусейн, с большим количеством войск под командованием Хартамы ибн Айана, возобновил наступление. Он вторгся в Хузестан, где разгромил и убил мухаллабидского правителя Мухаммеда ибн Йазида, после чего Мухаллабиды Басры сдались ему. Тахир также захватил Куфу и Мадаин, после чего начал наступление на Багдад с запада, в то время как Хартама наступал с востока. В это время власть аль-Амина фактически уже рухнула, поскольку сторонники аль-Мамуна взяли под свой контроль Мосул, Египет и Хиджаз, в то время как большая часть Сирии, Армении и Азербайджана попала под контроль местных арабских племенных лидеров. По мере того, как армия Тахира приближалась к Багдаду, халиф отчаялся и обратился к простым людям города за помощью, после чего раздал им оружие, что усилило раскол между аль-Амином и абной. Бывшие союзники аль-Амина начали массово дезертировать к Тахиру, и в августе 812 года, когда армия Тахира предстала перед городом, он основал свои кварталы в пригороде Харбийи, традиционно являющемся оплотом абны.
Осада Багдада закончилась лишь когда Тахир в сентябре 813 г н. э. убедил нескольких знатных горожан перерезать понтонные мосты через Тигр, отрезав город от внешнего мира. Войска под командованием Тахира захватили сначала восточную часть города, а после штурма — и остальные. Аль-Амин пытался спастись, ища убежище у старого друга Хартамы, но 25 сентября был пойман и по приказу Тахира казнён. Власть отошла аль-Мамуну.

## Последствия
Власть аль-Мамуна, фактически принесённая на клинках союзных тюрок и иранцев, вызывала молчаливое недовольство родовитых арабов. Возвышение военачальников тюркского и иранского происхождения вызывало не меньшее недовольство. Попытки примирения (при аль-Мамуне и аль-Ваиске) с мутазилитами каждый раз вызывали ещё большее отторжение со стороны других арабов. Власть аль-Мамуна и его потомков уже не имела той поддержки в среде арабской аристократии, что имели его предшественники. Даже большинство восстаний при аль-Мамуне и его потомках происходили именно из арабской среды. В связи с этим аль-Мамун и его потомки искали всё большей опоры не в арабах, а в тюрках и иранцах; халифу аль-Мутасиму пришлось даже перенести столицу из Багдада в специально для этой цели отстроенную Самарру и сформировать корпус лично ему преданных воинов — гулямов. Попытка аль-Мутаваккиля вернуть доверие консервативной части арабского общества окончилась его гибелью от рук тюркских наёмников в 861 г. н. э.; этой датой обозначают фактический закат династии Аббасидов.
Тюркские и иранские воины, вознёсшие аль-Мамуна на престол, после Четвёртой фитны получали всё большие и большие привилегии. Высшие военные посты занимали чаще тюрки, чем арабы; засилье тюркских наёмников с течением времени привело сначала к анархии в Самарре с одной стороны и отложению государства Тулунидов — с другой, а впоследствии — к падению власти Аббасидов. Знать иранского происхождения получала всё большие наделы на востоке халифата, так что со временем стало возможно говорить о формировании династии Тахиридов: сам Тахир ибн Хусейн по окончании гражданской войны был назначен наместником Хорасана (до него на этом посту находился сам аль-Мамун); Мансур ибн Тальха был назначен наместником Мерва; Абдулла ибн Тахир — наместником Табаристана. Фактически, восточные провинции оказались феодами семьи Тахиридов. Последующие события анархии в Самарре ещё более обособили восточные провинции от центра и, фактически, подготовили почву для последующего их отложения от халифата.
По совокупности событий, Четвёртая фитна являлась одной из предпосылок распада Аббасидского халифата.